# سرور، راجستان
سرور (به انگلیسی: Sarwar) یک منطقهٔ مسکونی در هند است که در شهرستان اجمیر واقع شده‌است.

## خصوصیات
سرور  ۱۶٬۱۹۴ نفر جمعیت دارد و ۳۳۷ متر بالاتر از سطح دریا واقع شده‌است.